# Max Gazzè
Max Gazzè (Roma, Italia, 6 de julio de 1967) es un cantautor, compositor, músico, multiinstrumentista y actor italiano.
Se hizo conocido a nivel mundial por su carrera como solista, así como por ser parte del trío Fabi Silvestri, junto a Niccolò Fabi y Daniele Silvestri.

## Biografía
Max Gazzè nació en Roma, el 6 de julio de 1967. Su padre era un diplomático de la embajada de Italia, nativo de la provincia de Ragusa y estudió en la Escuela Europea. Emigró a Bélgica en 1982, donde pasó su adolescencia. A los 6 años comenzó a aprender piano, y desde los 14 se dedicó al bajo y comenzó a tocar en clubes de Bruselas. De 1985 a 1990 tocó con varias bandas de jazz fusion, funk y rock de toda Europa.

## Vida personal
Tiene cuatro hijos: Samuele (nacido en 1998), Bianca (nacida en 2001) y Emily (nacida en 2006), (de su exesposa), y Silvia (nacida en 2013), de una relación posterior. Algunas letras de sus canciones están escritas en colaboración con su hermano Francesco Gazzè.

## Discografía

### Álbumes de estudio en solitario
- 1996: Contro un'onda del mare
- 1998: La favola di Adamo ed Eva
- 2000: Max Gazzè
- 2001: Ognuno fa quello che gli pare?
- 2004: Un giorno
- 2008: Tra l'aratro e la radio
- 2010: Quindi?
- 2013: Sotto casa
- 2015: Maximilian
- 2018: Alchemaya
- 2021: La matematica dei rami

### Álbumes de estudio colaborativos
- 2014: Il Padrone Della Festa con Niccolò Fabi y Daniele Silvestri

## Duetos
- Con Ginevra Di Marco: La tua realtà
- Con Carmen Consoli: Il motore degli eventi
- Con Daniele Silvestri: Pallida
- Con Mao: Colloquium vitae
- Con Niccolò Fabi: Vento d'estate
- Con Paola Turci: Il debole fra i due
- Con Alex Britti: ...Solo con te
- Con Stephan Eicher: Cenerentola a mezzanotte
- Con Paola Turci e Marina Rei: Il solito sesso (durante la tarde de duetos del 58.º Festival de San Remo, 2008)
- Con Bluvertigo y Morgan: Segnali di vita
- Con Jetlag y Raf: È necessario
- Con Luca Barbarossa y Roy Paci: Non mi stanco mai
- Con Serena Abrami: Scende la pioggia

## Filmografía
- The Lam Lies Down on Broadway (2010) – Rael
- Basilicata coast to coast (2010) – Franco Cardillo
- Misunderstood (2014)